# تایرو (میسیسیپی)
تایرو، میسیسیپی (به انگلیسی: Tyro, Mississippi) یک منطقهٔ مسکونی در ایالات متحده آمریکا است که در شهرستان تیت، میسیسیپی واقع شده‌است.

## خصوصیات
تایرو ۱۴۲٫۰۴ متر بالاتر از سطح دریا واقع شده‌است.